# 服部有吉
服部 有吉（はっとり ゆうきち、1980年9月12日 - ）は、日本のバレエダンサー、振付家。

## 人物
- 東京都生まれ。身長162cm。
- 祖父は昭和を代表する作曲家服部良一。父は俳優の服部良次（芸名・吉次）[1]、母は女優の石井くに子[2]。作曲家の服部克久・服部隆之親子は伯父と従兄、ヴァイオリニストの服部百音は従姪、宝塚歌劇団娘役出身の歌手服部富子は大叔母にあたる。
- ハンブルク・バレエ団における東洋人初のソリストである。2006年から10年間、アルバータ・バレエ団（英語版）のプリンシパルおよびコリオグラファーとして活動している。

## 来歴
- 1986年 クラシックバレエを始める。[2]
- 1993年 ジュニアバレエ/AMスチューデンツに入所。
- 1994年 ハンブルク・バレエ学校に単身留学。
- 1999年 ハンブルク・バレエ団に研修生として入団。
- 2000年 正団員となる。
- 2003年 ソリスト昇格。
- 2006年 アルバータ・バレエ団へ移籍。[3]
- 2010年 バンクーバーオリンピックの開会式に、ダンサーとして出演。
- 2016年 アルバータ・バレエ団を退団。

## 舞台

### 主なレパートリー

#### ハンブルク・バレエ団
- ニジンスキー（ジョン・ノイマイヤー振付、初演、スタニスラフ役）
- 冬の旅（ジョン・ノイマイヤー振付、初演、主役）
- 真夏の夜の夢（ジョン・ノイマイヤー振付、パック役）
- くるみ割り人形（ジョン・ノイマイヤー振付、フリッツ）
- プレリュード（ジョン・ノイマイヤー振付、いつもそこにいる人役）
- ラ・バヤデール（ナタリア・マカロワ版、ブロンズアイドル役）
- ラ・フィユ・マル・ガルデ（フレデリック・アシュトン振付、アラン役）
- マタイ受難曲（ジョン・ノイマイヤー振付）

#### アルバータ・バレエ団
- ルビー（ジョージ・バランシン振付、プリンシパル）
- シンデレラ（ジャン・グラン＝メートル振付、道化役）
- レクイエム（ジャン・グラン＝メートル振付、主役）
- 真夏の夜の夢（ジャン・グラン＝メートル振付、パック役）
- くるみ割り人形（ジャン・グラン＝メートル振付、王子役）
- ロミオ&ジュリエット（ジャン・グラン＝メートル振付、マーキュシオ役）
- Joni Mitchell's The Fiddle and The Drum（ジャン・グラン＝メートル振付）
- Mozart's Requiem（ジャン・グラン＝メートル振付、モーツァルト役）

### 振付・演出作品
- Piece（2001年、ハンブルク州立歌劇場）
- Zero（2003年、ハンブルク州立歌劇場）
- 盤上の敵（2004年、東京・大阪公演）
- 藪の中 / R-Hatter（2005年、東京・大阪公演）
- Wege（2005年、ハンブルク州立バレエ団公演）
- Homo-Science / ゴーシュ（2006年、東京・大阪公演）
- ラプソディ・イン・ブルー（2007年、東京・大阪・名古屋公演）
- Tubular Bells（2008年、カルガリー公演）
- Bicker（2008年、カルガリー公演）
- 身体展示（2009年、世田谷美術館） - 企画・演出
- 3D（2009年、東京公演） - 演出（辻本知彦と共同）
- 七つの大罪（2010年、アルバータバレエ公演）

## その他

### 俳優活動
- ハザマとスミちゃん（1992年、劇団黒テント公演、原作：ブレヒト、脚本・演出：山元清多、本多劇場） - 子供役
- ブリキノマチノ真夏の夜の夢（1993年、ブリキの自発団・オンシアター自由劇場公演、原作：シェイクスピア、演出：生田満、シアターコクーン） - 未来少年役
- たね（1994年、NHK「EBUドラマシリーズ」） - 主演・根岸修役
- 炎立つ（1994年、NHK「大河ドラマ」） - 伴丸役
- 命の樹なる方へ（1994年、ラジオドラマ、NHKラジオ第1） - 孫役

### テレビ出演
- 情熱大陸（2004年、毎日放送）
- 英語でしゃべらナイト（2005年、NHK）
- ジョン・ノイマイヤーの世界（2005年、NHK）
- ドイツ語会話 第15回「翼をもった文化」（2006年、NHK）
- ニッポン先端人 ジャンルを超えた踊りで世界に挑む（2006年、NHK）
- 芸術劇場「異色のダンス公演 若き精鋭達の挑戦」（2007年、NHK）
- トップランナー（2007年、NHK）
- 名曲探偵アマデウス 事件ファイル#40「月の光」（2009年、NHK）

## 受賞歴
- 2001年 『Piece』で、プリ・ドン・ペリニョン国際振付コンクール奨励賞受賞
- 2002年 ハンブルク州立歌劇場より、ヴィルヘルム・オバーデルファー博士賞受賞
- 2003年 『Zero』で、プリ・ドン・ペリニョン国際振付コンクール観客賞受賞
- 2006年 舞踊批評家協会新人賞受賞